# Ra (ilha)
Rah ou Ra é uma pequena ilha de coral com 0,5km², localizado no grupo Banks do norte de Vanuatu. O mesmo nome também se refere à única vila situada na ilha.
Há uma enorme torre de rocha na ilha, que é um local popular para caminhadas tanto para os locais quanto para os turistas. É chamada Tavalya na língua Mwotlap (significando "o outro lado de Ra"), e às vezes rotulada como 'a Rocha de Rah' em inglês.
A ilha de Rah está situada ao largo da ilha maior de Mota Lava. O acesso a Rah é feito de duas maneiras: na maré baixa, caminhando através do estreito canal a partir da outra ilha; e na maré alta, por canoa com estabilizador.

## Etimologia
A ilha é conhecida em inglês e Bislamá, como Rah (onde a letra h é muda). Rah reflete uma versão abreviada da forma Rao [rao], que é como a ilha é chamada na língua vizinha Mota. A ilha também foi chamada Ara, presumivelmente uma variante mais antiga do nome atual em Mwotlap.
Na própria língua dos ilhéus, Mwotlap, a ilha é chamada de Aya [aˈja] (com um prefixo locativo a-).
O nome pode ser reconstruído, com base nas formas Mota e Mwotlap, para Proto-Torres-Banks *Rao.

## Demografia
Os dados do censo de 2009 indicam uma população de 189 habitantes. Uma estimativa de 2015 coloca a população da ilha em 224 pessoas, com 42 domicílios.